# Greg Barton
Greg Barton est un kayakiste américain pratiquant la course en ligne né le 2 décembre 1959.
Il participe aux Jeux olympiques de 1984, 1988 et 1992, remportant quatre médailles dont deux d'or.